# Verzhinia Veselinova
Verzhiniya Ivanova Veselinova-Ignatova (née le 18 novembre 1957 à Assénovgrad) est une athlète bulgare, spécialiste du lancer du poids.

## Biographie
Cinquième des Jeux olympiques de 1980, elle remporte la médaille d'or du lancer du poids lors des Championnats d'Europe en salle 1982 de Milan, en Italie, en devançant avec la marque de 20,19 m la Tchécoslovaque Helena Fibingerová et la Soviétique Natalya Lisovskaya. 

### Palmarès
| Date | Compétition                    | Lieu    | Résultat | Épreuve          |
| ---- | ------------------------------ | ------- | -------- | ---------------- |
| 1980 | Jeux olympiques                | Moscou  | 5e       | Saut en longueur |
| 1982 | Championnats d'Europe en salle | Milan   | 1re      | Saut en longueur |
| 1982 | Championnats d'Europe          | Athènes | 5e       | Saut en longueur |

### Records
| Épreuve         | Épreuve   | Performance | Lieu  | Date            |
| --------------- | --------- | ----------- | ----- | --------------- |
| Lancer du poids | Plein air | 21,61 m     | Sofia | 21 août 1982    |
| Lancer du poids | Salle     | 20,74 m     | Sofia | 21 février 1982 |